# Chimaera argiloba
Chimaera argiloba je vrsta morskih rib iz družine Chimaeridae, ki je razširjena v vodah Indijskega oceana severozahodne Avstralije.
C. argiloba poseljuje vode med globinami 370–520 m. Na območju poselitve je precej pogosta.